# Galatea (Mond)
Galatea (auch Neptun VI) ist der viertinnerste Mond des Planeten Neptun. Er verursacht die klumpigen Strukturen in Neptuns hellstem Ring.

## Entdeckung und Benennung
Galatea wurde um den 28. Juli 1989 von Stephen P. Synnott auf fotografischen Aufnahmen der Raumsonde Voyager 2 entdeckt. Davor waren nur drei Monde des Neptun gekannt: Triton, der größte und die kleineren Monde Nereid und Larissa. Die Entdeckung wurde am 2. August 1989 von der Internationalen Astronomischen Union (IAU) bekanntgegeben; der Mond bekam die vorläufige Bezeichnung S/1989 N 4.
Am 16. September 1991 wurde der Mond von der IAU nach Galateia (vom griechischen Wort für „die Milchweiße“) benannt, einer Tochter des Nereus und der Doris und eine der etwa 50 Nereiden (Meeresnymphen) aus der griechischen Mythologie. Die Griechen wählten Galateia oft als Galionsfigur für ihre Schiffe, da Galateia in Form einer sich immer verändernden Welle vor dem Zyklopen Polyphem floh, der sie ehelichen wollte und aus Eifersucht ihre wahre Liebe Akis mit einem Felsbrocken tötete, worauf Galateia dessen Blut in einen kalten Fluss verwandelte.

## Bahneigenschaften

### Umlaufbahn
Galatea umkreist Neptun auf einer prograden, fast perfekt kreisförmigen Umlaufbahn in einem mittleren Abstand von 61.953 km (ca. 2,502 Neptunradien) von dessen Zentrum, also 37.189 km über dessen Wolkenobergrenze. Die Bahnexzentrizität beträgt 0,0001, die Bahn ist 0,05° gegenüber dem Äquator von Neptun geneigt.
Die Umlaufbahn des nächstinneren Mondes Despina ist 9.430 km von Galateas Orbit entfernt, die des nächstäußeren Mondes Larissa 11.600 km. Eingebettet auf der Bahn von Galatea befindet sich ein schwacher, sehr schmaler noch unbenannter Ring, bei dem womöglich, durch den Einschlag von Mikrometeoriten, Galatea selbst die Quelle ist.
Zudem scheint Galatea der erste Schäfermond des Neptun-Ringsystems, namentlich des hellsten Adams-Ringes (1989 N1R) zu sein, der sich knapp 1.000 km außerhalb von Galateas Orbit befindet. Es wird davon ausgegangen, dass eine 42:43-Bahnresonanz mit Galatea die Ursache für die einzigartige Struktur der Ringbögen ist. Da dieser Mond die 42 radialen Verschlingungen mit einer Amplitude von 30 km des Adams-Ringes ebenfalls verursacht, war es dadurch möglich, die Masse von Galatea als bislang einzige von Neptuns Monden (ausgenommen Triton) mit hoher Genauigkeit zu bestimmen.
Galatea umläuft Neptun in rund 10 Stunden, 17 Minuten und 20 Sekunden. Da dies schneller ist als die Rotation des Neptun, geht Galatea vom Neptun aus gesehen im Westen auf und im Osten unter.
Der Mond bewegt sich innerhalb eines kritischen Abstandes, nahe der Roche-Grenze, in einer absinkenden Bahn um den Planeten und ist dabei starken Gezeitenkräften ausgesetzt. Der Mond wird irgendwann zerrissen werden und sich zu einem Ring ausbilden oder auf der Oberfläche des Neptuns stürzen beziehungsweise verglühen.

## Physikalische Eigenschaften
Galatea ist ein dunkler, unregelmäßig geformter Körper mit 204 km × 184 km × 144 km Ausdehnung und damit der fünftgrößte der bekannten Neptunmonde. Offenbar wurde der Mond durch keine geologischen Prozesse nach seiner Entstehung geformt. Es ist wahrscheinlich, dass Galatea zu den Rubble Piles gehört, die sich aus Fragmenten von ursprünglichen Monden locker zusammengesetzt haben, die auseinandergebrochen sind, nachdem Neptuns größter Mond Triton von Neptun auf eine anfänglich sehr exzentrische Bahn gezwungen wurde.
Der Adams-Ring des Neptuns und Galatea befinden sich einer sogenannten 42:43 Resonanz. In der Zeit, die Galatea für 42 Umläufe um den Neptun braucht, schafft ein Teilchen im Adams-Ring 43 Umläufe um den Planeten. Die Ringteilchen erfahren so in periodischen Abständen die Gravitation des Mondes besonders stark. Dies erhöhent die Exzentrizität der Ringteilchen. Das führt dazu, dass sich die Teilchen in bogenförmigen Abschnitten der Umlaufbahn ansammeln (Korotations-Exzentrizität-Resonanz).

## Erforschung
Da Galatea erst beim Voyager-2-Vorbeiflug entdeckt wurde, konnten – durch die Bewegung der Sonde verursacht – nur verschmierte Bilder von Galatea gemacht werden. Seit dem Vorbeiflug wurde das Neptunsystem von erdbasierten Beobachtungen wie auch dem Hubble-Weltraumteleskop intensiv studiert. 2002–2003 beobachtete das Keck-Observatorium das System mittels adaptiver Optik. Galatea konnte dabei wieder beobachtet werden.